# حصون مونسيل البحرية
كانت حصون مونسيل البحرية (بالإنجليزية Maunsell Sea Forts) عبارة عن منصات بحرية صغيرة وُضعت على مصب نهري التايمز وميرسي خلال الحرب العالمية الثانية ، كدفاع إضافي عن بريطانيا العظمى ضد الهجمات الألمانية. تم تسميتهم على اسم منشئهم ، المهندس جاي مونسيل. ثم تم التخلي عنها بعد ذلك من قبل الجيش البريطاني والبحرية في الخمسينيات من القرن الماضي واستخدمت لاحقًا في أنشطة أخرى. شهد أحد هؤلاء ولادة ما يسمى بإمارة سيلاند [بحاجة لمصدر].

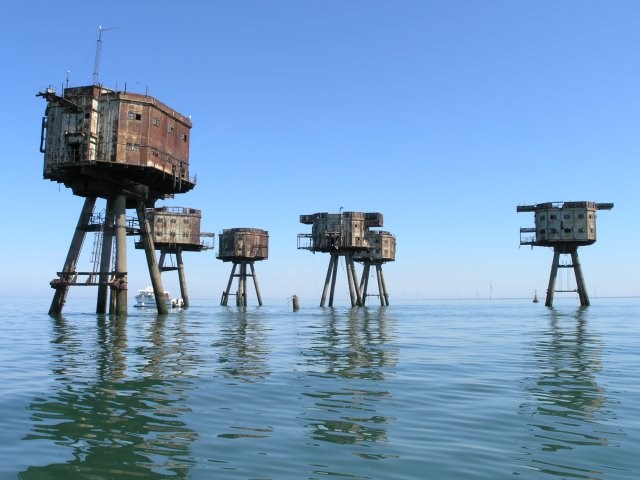
حصون مونسيل البحرية